# سلطنة كشمير
سلطنة كشمير، والمعروفة رسميًا باسم ولاية كشمير، كانت مملكة من العصور الوسطى تأسست في أوائل القرن الرابع عشر، في المقام الأول في وادي كشمير [الإنجليزية]، وتقع في الجزء الشمالي من شبه القارة الهندية. تأسست السلطنة على يد رينشان شاه، وهو نبيل لاذاخي [الإنجليزية] تحول من البوذية إلى الإسلام كحال معظم سكان كشمير آنذاك. توقفت السلطنة لفترة وجيزة على يد اللوهارا حتى أطاح شاه مير، أحد مستشاري رينتشان، باللوهارا [الإنجليزية] وبدأ سلالته الخاصة. حكم الشاه مير من عام 1339 حتى عزله أمراء الحرب والنبلاء الشاكيون [الإنجليزية] في عام 1561. استمر الشاكيون في حكم السلطنة حتى غزو سلاطنة مغول الهند [الإنجليزية] عام 1586 واستسلامهم عام 1589.
كانت سلطنة كشمير مملكة إسلامية تضم النخبة الكشميرية، والتركية الفارسية، والكوهيستانية [الإنجليزية]، والداردية [الإنجليزية]، واللداخية [الإنجليزية]. اعتنق البوذي رينشان بهوتي الإسلام وكان أول سلطان في لاداخ. وتبعته سلالتان بارزتان: الشاه مير والسلالة الشاكية [الإنجليزية] . حكم سيد بيهقي ومبارك بيهقي [الإنجليزية] السلطنة لفترة وجيزة بعد الإطاحة بيوسف تشاك عام 1579. وبفضل تنوعها، عاشت المملكة وعملت وفق المبادئ الكشميرية [الإنجليزية]، التي كانت موجودة بانسجام داخل التعددية الثقافية والدينية في السلطنة. على الرغم من تفضيل اللغتين السنسكريتية والفارسية كلغة رسمية ودبلوماسية وفي المحاكم والدولة، إلا أن اللغة الكشميرية كان لها تأثير كبير على العمل الاجتماعي والجماعي، حيث مُنحت فيما بعد وضعًا رسميًا. كان المركز الاقتصادي، فضلًا عن مدينة النعناع الحيوية للسلطنة، سريناغار، بمثابة العاصمة طوال أغلب فترة عمرها، في حين كانت مدينة فارمول المتنوعة، والأراضي الغنية والمزروعة في سويابور [الإنجليزية]، والمناطق الجبلية في أنانتناج، والوديان المحيطة بنيلوم [الإنجليزية]، هي المناطق التجارية والسكنية البارزة. أقامت السلطنة علاقات تجارية كبرى، حيث أقامت مؤسسات في بيهار ، والتبت ، ونيبال ، وبكين ، وبوتان ، وخراسان ، وتركستان ، في حين اعتبرت البنجاب والبنغال أكبر شركائها التجاريين والصناعيين. إلى جانب سلطنة دلهي، كانت كشمير، إلى جانب البنغال، وغوجارات، والسند، تعتبر حلفاء سياسيين وعسكريين أقوياء، حتى أنها تدخلت في المشاكل الداخلية لبعضها البعض.
وفي عهد السلطنة تأثر الوادي بمختلف الطرق الصوفية والتصوفية. وقد تم اعتماد الطرق السهروردية ، والكبراوية، والريشية [الإنجليزية]، والنورباخشية [الإنجليزية] رسميًا وتنظيمها من قبل السلاطين في عهدهم. لقد نشأ شكل من أشكال الثقافة السلمية بين البانديت [الإنجليزية] والمسلمين الكشميريين [الإنجليزية] في أعقاب قيادة وتعليمات لال ديد [الإنجليزية]، ونوند ريشي [الإنجليزية] ، وهابا خاتون [الإنجليزية] ، ويعقوب جاناي، وحبيب الله جاناي. مع بداية العصر الإسلامي، لوحظ تطور العمارة الهندية الإسلامية إلى جانب الفن الكشميري [الإنجليزية] إلى أسلوب إسلامي كشميري في البنية التحتية والتصميم. لا يزال من الممكن رؤية هذا الأسلوب في المحلات القديمة في سريناغار.

## الحكومة
غالبية طقوس التتويج في السلطنة مُعتمدة من ملوك لوهارا وأوتبالا [الإنجليزية] السابقين. أصبح التاج امتيازًا حصريًا للسلطان لتنفيذ الأوامر ومنح أردية الشرف للنبلاء والمسؤولين والتابعين.
في حين وُزعَت الملكية الكشميرية بشكل موحد في جميع أنحاء الوادي، كانت سريناغار بمثابة المحطة الأكثر أهمية مع إقامة السلطان ومكتب إدارة السجلات المركزية. كما اكتسبت الحصون الملكية في سويابور وأناتناج أهمية كبيرة في السنوات الأخيرة من عمر السلطنة.

### الحكومة المركزية
على الرغم من أن السلطان كان يحمل أعلى مرتبة في السلطنة مع السلطات التنفيذية والتشريعية والقضائية في يده، إلا أنه شكل حكومة مركزية لإدارة سلطنته بشكل فعال، وبالتالي شكل مجلسًا (شورى) من وزرائه الأكثر ثقة وعينهم وفقًا لذلك.
- كان الوزير (رئيس الوزراء) أعلى مسؤول في الدولة وكان مسؤولاً أيضًا عن الإدارة المدنية. وكان المستشار الدائم للسلطان. وكان الوزير يتمتع بصلاحيات تنفيذية وقضائية ممتازة وسيادية، حتى أنه كان يقود الحملات بأوامر السلطان.
- ديوان الكلية (وزير المالية) كان وزيرًا لمجلس السلطان الذي كان يتمتع بالسلطات الاقتصادية، والإيراد، والمالية للسلطنة.
- كان مير بخشي أو أسفهسلار (القائد العسكري) قائدًا للقسم العسكري وقاد جيش السلطان إلى الغزو الأجنبي أو الحروب الأهلية.
- كان اخروبك (منصب كبير الفرسان [الإنجليزية]) منصبًا مهمًا يُمنح لضابط الإسطبل الملكي. كان يسيطر على الإسطبل الملكي وكان ملزماً برعاية الخيول الملكية.
- وكان قاضي القضاة أو شيخ الإسلام (وزير الشؤون الدينية والقضائية) مسؤولاً عن الانسجام الديني بين المسلمين وغير المسلمين. وبما أن الكشميرية كانت سائدة بين الكشميريين في ذلك الوقت، فقد لعب قاضي القضاة دوراً هاماً في تسوية الخلافات بين البانديت الكشميريين والمسلمين الكشميريين. وكان قاضي القضاة أيضًا مسؤولاً عن الأمور القضائية في النزاعات الشخصية والعقارية.
- كان مير عادل (قاضي القضاة الرئيس) قاضيًا محليًا تم تعيينه فقط في سريناغار لسماع القضايا القضائية. أما القضايا التي لم يتمكن الأمير العدل من حلها فقد تم إرسالها إلى قاضي القضاة.
- كان الخازانجي (صاحب الصندوق وأمينه [الإنجليزية]) يعمل رئيسًا لخزانة السلطان، والتي تشمل رأس مال الضرائب والإدارة.
- كان أمير كوتوال (كبير أصحاب الشرطة [الإنجليزية]) مسؤولاً عن الحفاظ على القانون والنظام في البلاد، وحماية المواطنين من اللصوص والسارقين.
- كان أمير المحتسب ( المفوض العام ) يشرف على الأسواق، ويتفقد الأوزان والمقاييس، ويهتم بأخلاق الناس.
- كانت رتبة الدبير (رئيس القسم) أهم رتبة في أي دائرة حكومية. وقد تم تعيينهم مباشرة من قبل السلطان كرؤساء لدوائرهم المعنية.
- كان أمير ناياك (الحرس الرئيس) هو حارس الممرات المؤدية إلى كشمير. وكان مسؤولاً عن مراقبة وإدارة الحرس التابعين له.

### الحكومة الإقليمية
كانت حكومة سريناغار تحت سيطرة السلطان مباشرة، في حين كانت المقاطعتان، كامراج وماراج، يحكمهما حاكم (حاكم) يعينه السلطان مباشرة. وقد سُمح للحاكم بتشكيل حكومته الخاصة للحفاظ على القانون والنظام، وجمع الإيرادات، ونشر العدالة في الإقليم.
- وكان القاضي (قاضي الدولة) هو رئيس السلطة القضائية في المقاطعة، وكان يتم تعيينه من قبل المركز.
- كان كوتوال (ضابط شرطة الولاية) مسؤولاً عن الحفاظ على القانون والنظام في المقاطعة.
- وكان المحتسب (أمين المظالم في الولاية) مسؤولاً عن الإشراف على الأسواق والاهتمام بأخلاقيات الناس في المحافظة.

### حكومة المنطقة
تم تقسيم كلتا المقاطعتين إلى مناطق (بارغانات) مختلفة، كل منها بقيادة شيكدار (ضابط المنطقة) الذي سُمح له بتشكيل حكومته الخاصة. كانت حكومة المنطقة نسخة طبق الأصل من الحكومة الإقليمية التي كان القاضي/ المفتي (القاضي) وضابط شرطة المنطقة والمحتسب (أمين المظالم في المنطقة) يمارسون سلطاتهم تحت سلطتهم.

### الحكومة المحلية
تم تقسيم البارجانا نفسها إلى قرى وبلدات مختلفة. كان لكل قرية محاسب (باتواري)، والذي لم يكن مطلوبًا منه فقط القيام بالمحاسبة، بل كان مطلوبًا منه أيضًا رئاسة الحكومة المحلية.
- وكان سرهنك زاده (ضابط الشرطة المحلية) مسؤولاً عن الحفاظ على القانون والنظام في القرية. في بعض الأحيان، تم تعيين سرهنك زادة في أكثر من قرية.
- كان الحراس يُعيَّنون من قِبَل سارهانغ زادا، وكانوا يكنسون المنازل في النهار ويعملون كحراس في الليل.
- كان على المحتسب (المفوض المحلي) واجب الإشراف على الامتثال والسلوك الاجتماعي لسكان القرية.

## العمارة
اشتهرت سلطنة كشمير بهندستها المعمارية الرائعة وتراثها، حيث ضمت بعضًا من أروع أمثلة الفن الكشميري [الإنجليزية] والروائع الهندية الفارسية. ومن بين المشاريع المعمارية التي كلفت بها السلطنة ما يلي:
- حصن رامكوت [الإنجليزية] في ميربور، آزاد جامو وكشمير
- مسجد جامع في سريناغار ، جامو وكشمير
- خانقاه مولاه [الإنجليزية] في سريناجار، جامو وكشمير
- مسجد عالي في سريناجار، جامو وكشمير
- قبر أم زين العابدين في سريناغار، جامو وكشمير
- مسجد مدين صاحب [الإنجليزية] في ناوشيرا، سريناجار [الإنجليزية] ، جامو وكشمير
- ضريح شرار الشريف [الإنجليزية] في بودجام ، جامو وكشمير
- مسجد أمبوريق [الإنجليزية] في شيغار [الإنجليزية]، جيلجيت بالتستان
- مسجد جاجشان في خابلو [الإنجليزية]، جيلجيت بالتستان

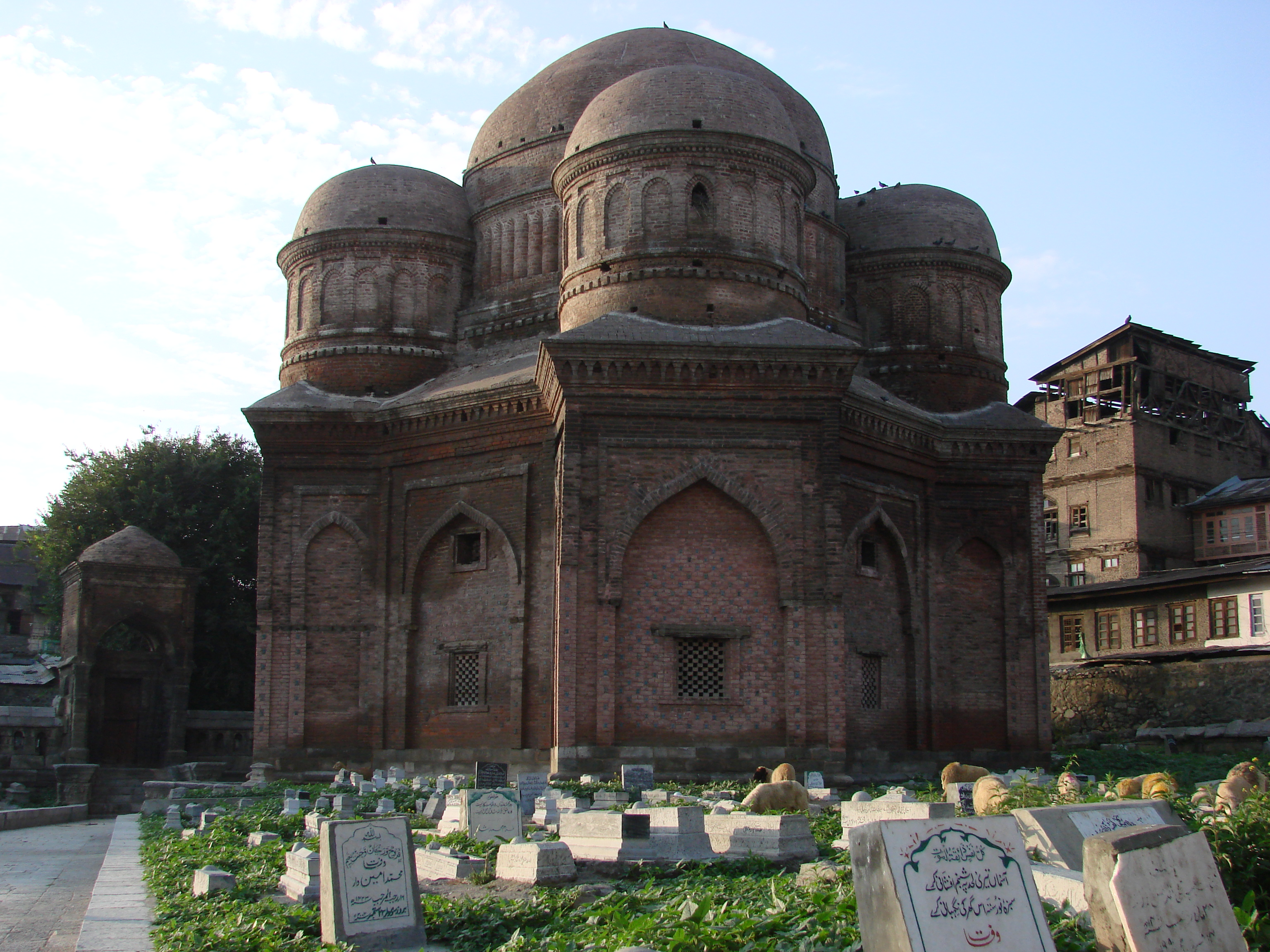
قبر أم زين العابدين في سريناغار
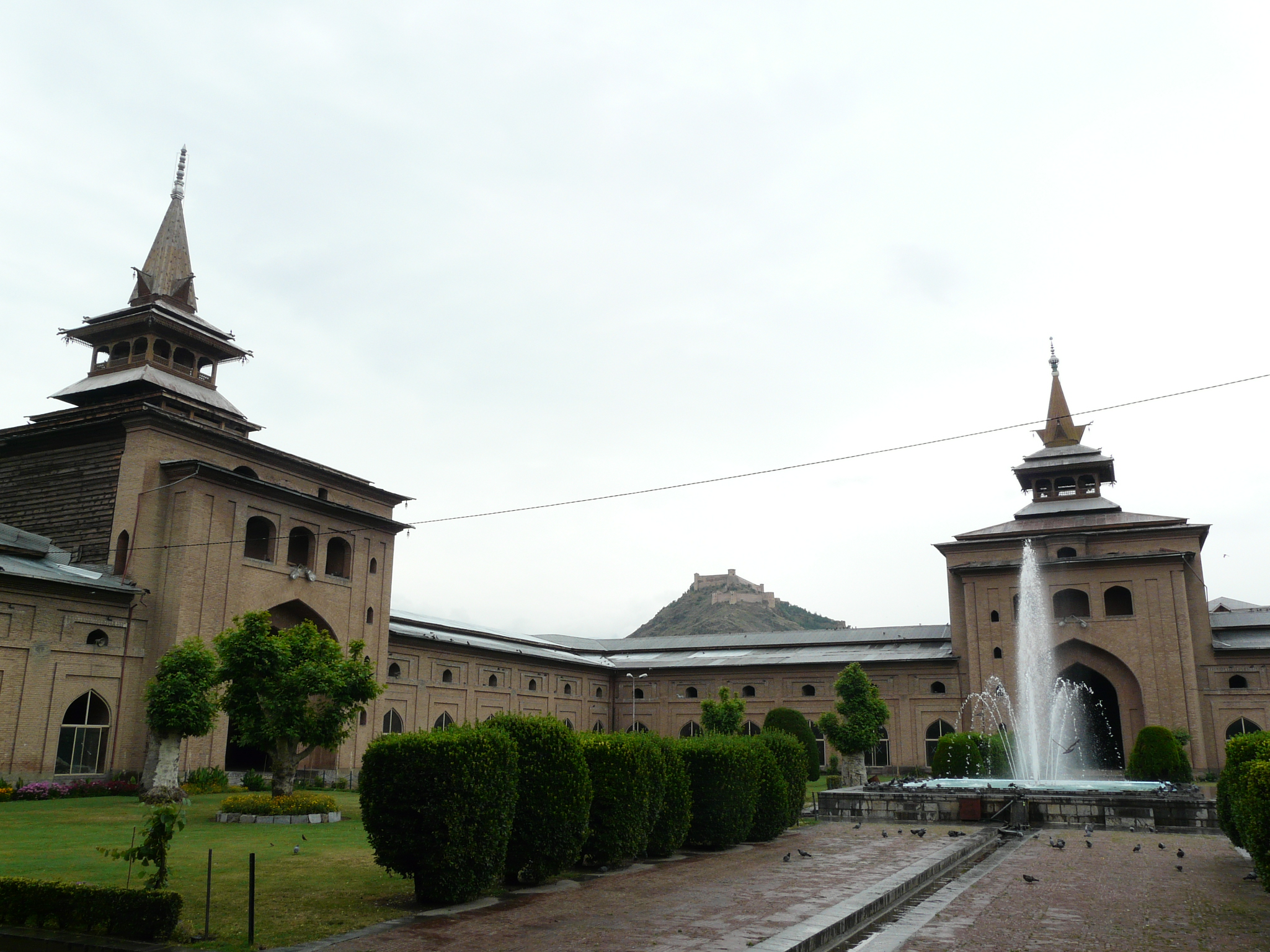
فناء مسجد جامع في سريناغار. يظهر هاري بارات [الإنجليزية] في الخلفية.
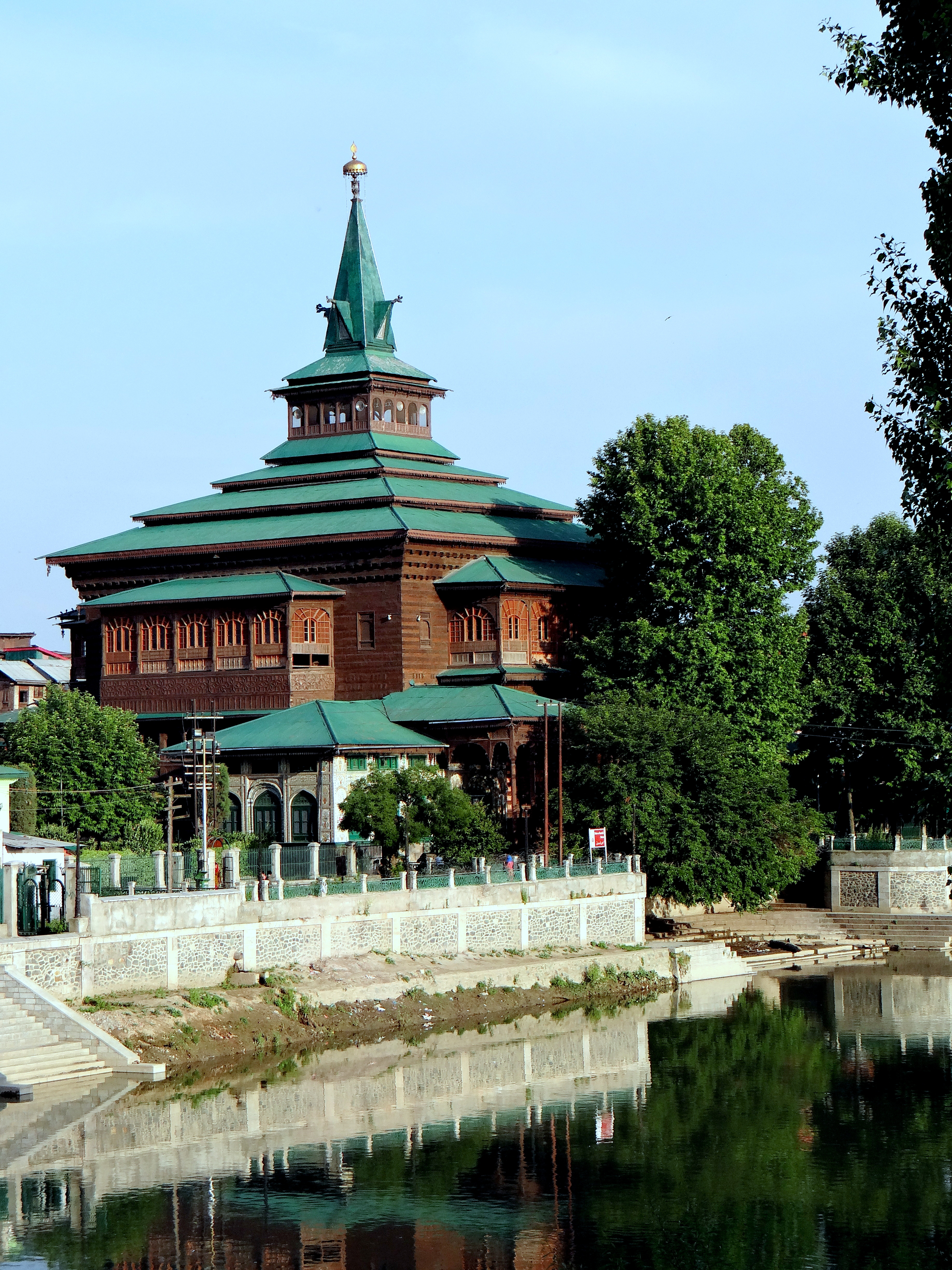
الخانقاه على ضفاف نهر جهيلوم
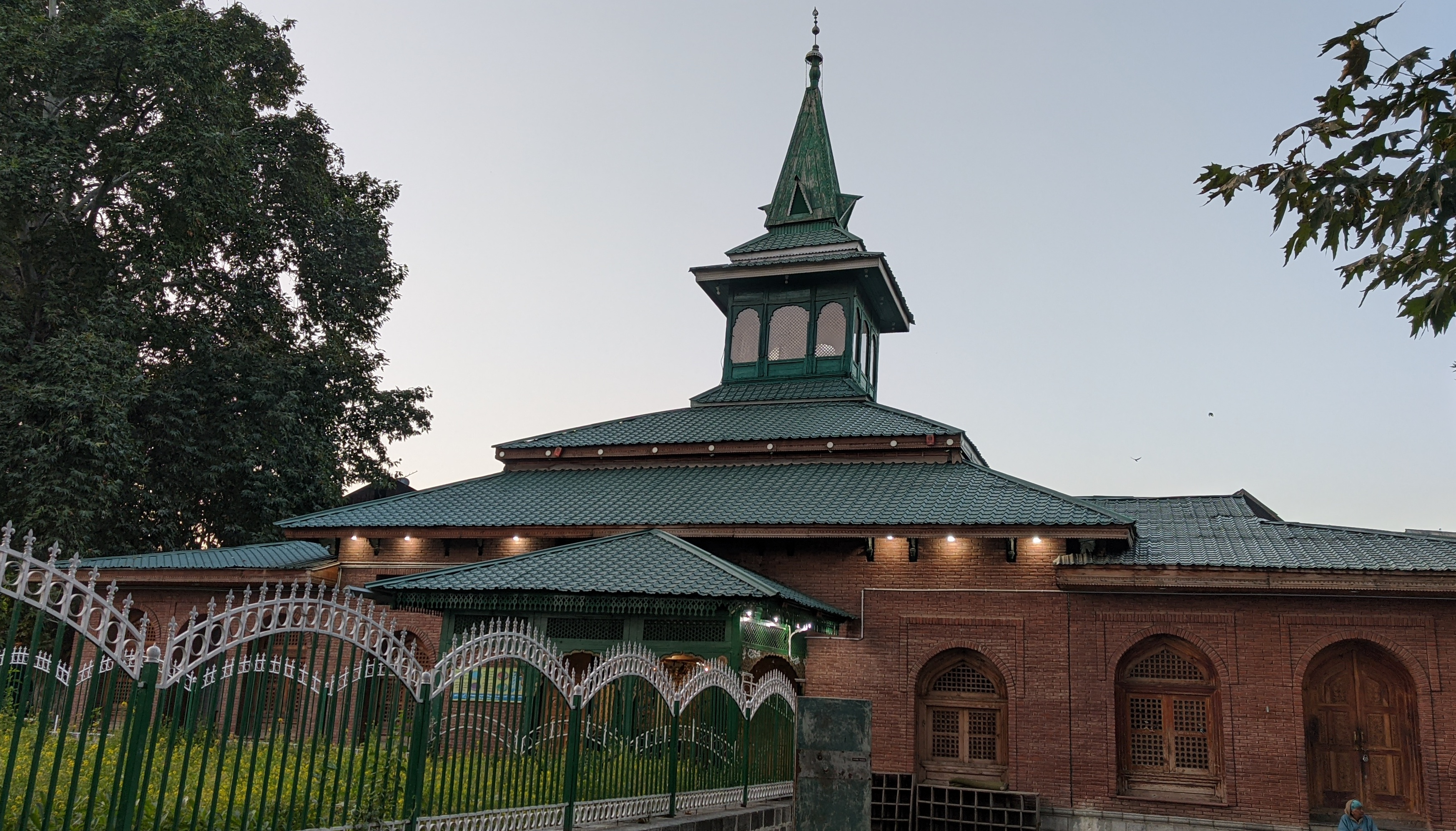
منظر لزيارة نقشبند صاحب من ساحتها.

## قائمة السلالات والحكام
- قائمة ملوك كشمير [الإنجليزية]

## ملحوظات
1. ↑  وفقًا للمؤلف المعاصر للأحداث جوناراجا [الإنجليزية]

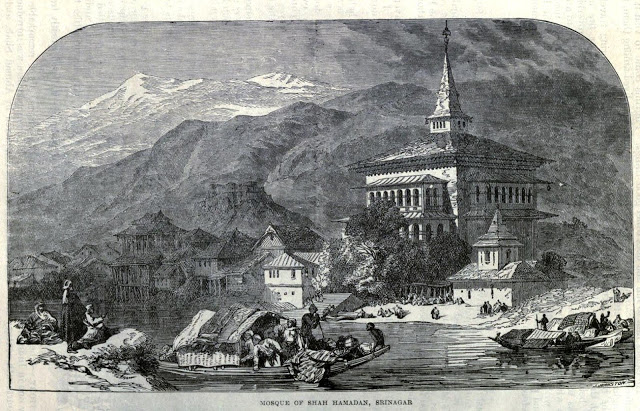
رسم تخطيطي لمسجد شاه همدان يعود تاريخه إلى عام 1906

2. ↑  Kashmiri: مملکتِ کشمیر, Persian: سلطنتِ کشمیر, اللغة العربية: سَلْطَنَة اَلْكَشْميرّ